# 郑何
郑何（780年—824年），唐朝中期官员，出自荥阳郑氏，唐顺宗的驸马。
郑何的高祖父是鄭敬玄在唐高祖的驸马、千金公主的丈夫。曾祖父银青光禄大夫、潞州大都督府长史郑克俊，祖父仪王李璲府谘议参军事郑子羔。其父郑沛娶唐肃宗第六女紀國公主。郑何以弱冠荫补京兆参军事，为唐德宗所嘉赏，娶太子李诵的女儿咸宁郡主，咸宁郡主是郑何表兄唐德宗的孙女。李诵即位为唐顺宗，进咸宁郡主为普安公主，郑何任秘书少监、驸马都尉。唐宪宗即位后，普安公主为大长公主，郑何为卫尉少卿。唐穆宗即位，长庆元年（821年）五月，把太和公主和亲回鹘崇德可汗，郑何为和亲使，普安公主奉诏同行，完成使命后回朝。长庆四年（824年），郑何去世。年四十五岁。
郑何墓志出土于长安区细柳乡高庙村，唐敬宗宝历元年（825年）刻。边长0.76米, 厚0.10米。志题“□□故银青光禄大夫检校左散骑常侍兼少（下缺）墓志铭并序”。奚敬玄撰，徐鄑书。现藏陕西历史博物馆。